# Ricardo Simó-Raso

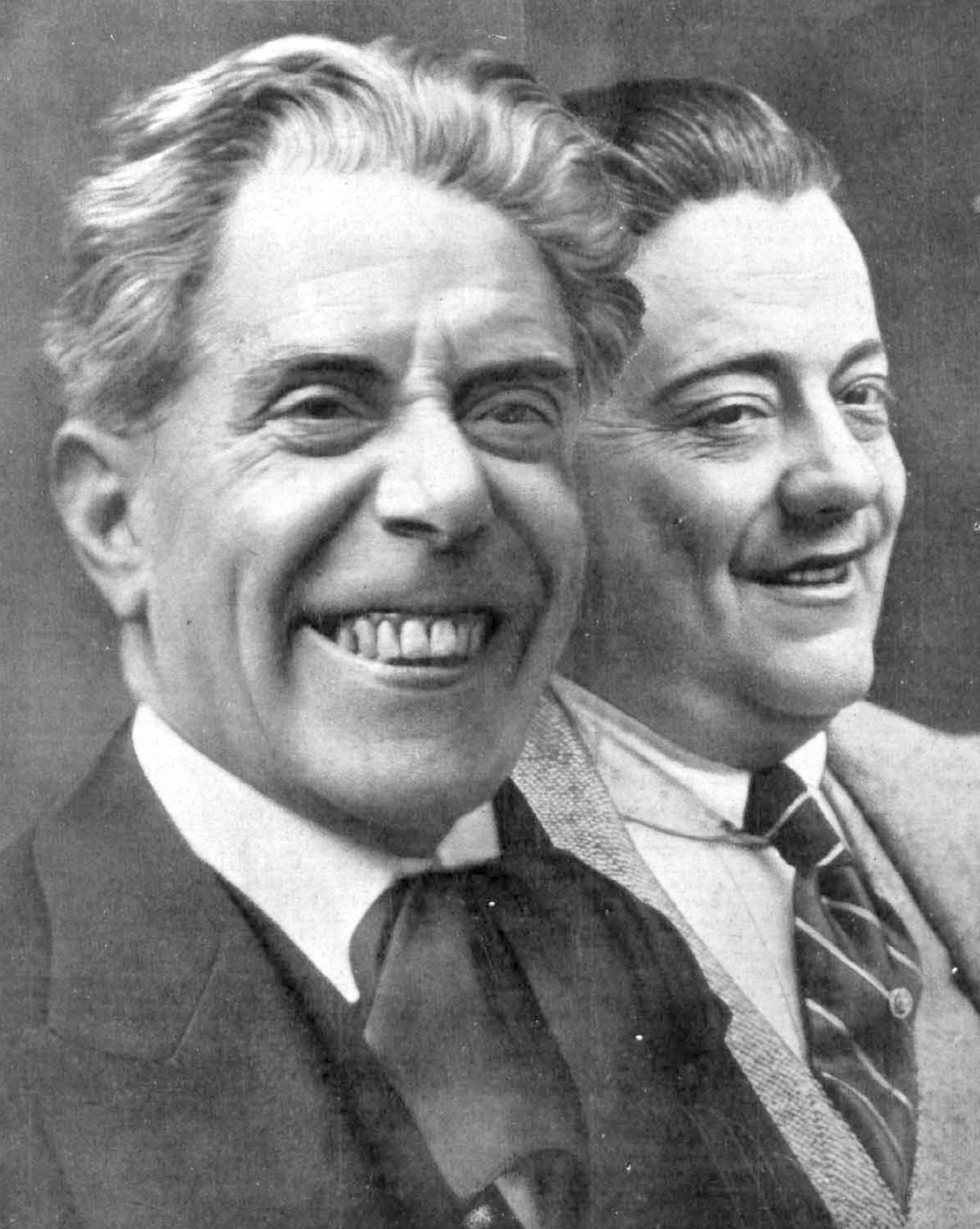
Ricardo Simó Raso junto a Rafael Ramírez (1919)

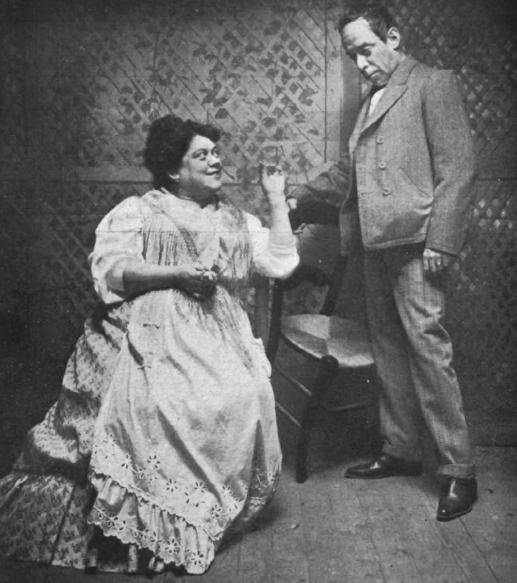
Ricardo Simó-Raso junto a Leocadia Alba en una escena de No somos nadie (1909)

Ricardo Simó-Raso (Badajoz, 1874-San Sebastián, 1938) fue un actor español.

## Biografía
Uno de los grandes actores del primer tercio del siglo XX en España. Inició su carrera en el Teatro Lara de Madrid, coincidiendo sobre los escenarios con intérpretes como Balbina Valverde, Matilde Rodríguez o Irene Alba. Intervino en numerosos estreno de los más grandes autores de la época, como Eugenio Sellés (El rayo verde, 1905), Miguel Ramos Carrión (El pan nuestro de cada día, 1905) Benito Pérez Galdós (Pedro Minio, 1908) los Hermanos Álvarez Quintero (Doña Clarines, 1909), Carlos Fernández Shaw (No somos nadie, 1909; Las figuras del Quijote, 1910) o Pedro Muñoz Seca (El jilguerillo de los parrales, 1910).
En 1911 formó su propia compañía, y se traslada al Teatro Cervantes, del que se convierte en primer actor y director, estrenando, entre otras obras, Un palco para el Tenorio (1913), de Pedro de Répide, Lista de correos (1914), de Francés y Leal o Don Inocencio en Madrid (1915), de Ceferino Palencia. En 1921 regresó al Lara e interpretó Frente a la vida, de Manuel Linares Rivas o La pena de los viejos (1923), de Juan José Lorente.
Al final de su carrera se integró en la compañía de Carmen Díaz, con las que estrenó Los duendes de Sevilla (1930), de los Quintero.
Falleció tras una dolorosa enfermedad.